# Baba Yetu
Baba Yetu je píseň původně napsaná pro počítačovou hru Civilization IV z roku 2005. Jde o úvodní píseň hry, je zpívaná ve svahilštině. Složil ji čínskoamerický skladatel Christopher Tin. Textem písně je modlitba Otče náš, nicméně pořadí slov je mírně pozměněno.
V roce 2009 zazněla při zahajovacím ceremoniálu Světových her v Kao-siung na Tchaj-wanu. Ve stejném roce ji Tin vydal na svém debutovém albu Calling All Dawns. Tuto verzi nazpíval Ron Ragin spolu s jihoafrickým sborem Soweto Gospel Choir a orchestrem Royal Philharmonic Orchestra. V roce 2011 získala píseň cenu Grammy v kategorii Nejlepší instrumentální aranžmá doprovázející zpěváka. Šlo o vůbec první případ, kdy cenu Grammy získala píseň složená pro počítačovou hru. Rovněž získala dvě ocenění Game Audio Network Guild Award.
Českou (a kontinentální evropskou) premiéru písně uvedl na koncertě 6.10.2015 v rámci abonentního cyklu Mezi proudy dirigent Petr Pololáník s Filharmonií Hradec Králové, Pražským filharmonickým sborem a sólisty Markem Olbrzymkem, Editou Adlerovou, Petrou Froese, Feng-yűn Song a Kamilou Nýltovou.

## Text písně
Originální text a český překlad.
BABA YETU, YETU ULIYE MBINGUNI

YETU, YETU, AMINA

BABA YETU, YETU ULIYE

KUN JINA LAKO ELITU KUZWE

UTUPE LEO CHAKULA CHETU

TUNACHOHITAJI UTUSAMEHE

MAKOSA YETU, HEY!

KAMA NASE TUNAWYO WASAMEHE

WALIO TUKO SEA USITUTIE

KATIKA MAJARIBU LAKINI

UTUOKOE, NA YULE, MILELEA, MILELE!

UFALME WAKO UFIKE UTAKALO

LIFANYIKE DUNIAMI

KAMA MBINGUNI. (AMINA)
OTČE NÁŠ, NÁŠ, KTERÝ JSI V NEBI,

NÁŠ, NÁŠ, AMEN

OTČE NÁŠ, NÁŠ, KTERÝ JSI

POSVĚŤ SE JMÉNO TVÉ

CHLÉB NÁŠ VEZDEJŠÍ DEJ NÁM DNES

ODPUSŤ NÁM

NAŠE VINY, HEJ!

JAKO I MY ODPOUŠTÍME

NAŠIM VINÍKŮM

NEUVEĎ NÁS V POKUŠENÍ

ZBAV NÁS OD ZLÉHO, NA VĚKY VĚKŮ.

PŘIJĎ KRÁLOVSTVÍ TVÉ, BUĎ VŮLE TVÁ

JAKO V NEBI,

TAK I NA ZEMI, (AMEN)